# Francisco Antunes Gomes da Costa

Brasão de Francisco Antunes Gomes da Costa, Barão de Arroio Grande.

Francisco Antunes Gomes da Costa, primeiro e único barão de Arroio Grande, (Pelotas, 8 de junho de 1838 — 13 de julho de 1912) foi pecuarista, poeta, jornalista e político brasileiro, tendo fundado o Banco Pelotense juntamente com Alberto Rosa, Plotino Duarte, Eduardo Sequeira e Joaquim Assumpção – o chamado Grupo dos Cinco.
Nasceu Francisco Antunes Gomes, em Pelotas, filho de Maria Francisca Antunes Maciel e do major Mateus Gomes Viana, 1º promotor público da cidade, que morreu um ano depois do nascimento do filho. Maria Francisca então contraiu novas núpcias com o comendador Domingos Antônio Félix da Costa, que perfilhou o enteado, dando-lhe também seu sobrenome.
Poeta, jornalista, deputado e 5º Vice-Presidente da Província do Rio Grande do Sul em 1879. Na Guerra do Paraguai, serviu nas reservas da Guarda Nacional. Por ter libertado 46 escravos, o Imperador o agraciou com o título de barão de Arroio Grande.

## Títulos nobiliárquicos
Comendador da Imperial Ordem da Rosa e da Ordem de São Estanislau.
Barão de Arroio Grande
Título conferido por decreto imperial em 5 de setembro de 1884. Refere-se à cidade gaúcha de Arroio Grande, palco de grandes batalhas entre as tropas imperiais de João da Silva Tavares e as farrapas de Manuel Antunes de Porciúncula, durante a Revolução Farroupilha.